# Live at Hammersmith '84
Live at Hammersmith '84 är ett livealbum av Jethro Tull, inspelat söndag 9 september 1984 på Hammersmith Odeon i London under promoterings-turnėn för studioalbumet Under Wraps. Livealbumet släpptes december 1990 av skivbolaget Raw Fruit Records.

## Låtlista
Sida 1
1. "Locomotive Breath" (instrumental) – 2:36
2. "Hunting Girl" – 4:56
3. "Under Wraps #1" – 4:30
4. "Later, That Same Evening" – 4:03
5. "Pussy Willow" – 4:44

Sida 2
1. "Living in the Past" – 4:29
2. "Locomotive Breath" – 7:43
3. "Too Old to Rock 'n' Roll: Too Young to Die!" – 9:08

## Medverkande
Jethro Tull
- Ian Anderson – flöjt, akustisk gitarr, sång
- Martin Barre – elektrisk gitarr
- Doane Perry – trummor
- Peter-John Vettese – keyboard
- Dave Pegg – basgitarr

Produktion
- Dale Griffin, Tony Wilson – musikproducent
- Dave Dade – ljudtekniker
- Central Station Design – omslagsdesign